# 埃爾多拉鎮區 (愛荷華州哈丁縣)
埃爾多拉鎮區（英語：Eldora Township）是位於美國愛荷華州哈丁縣的一個行政鎮區。

## 地方資料
根據2010年美國人口普查的數據，埃爾多拉鎮區的面積為82.44平方千米，當中陸地面積為81.83平方千米，而水域面積為0.61平方千米。當地共有人口256人，而人口密度為每平方千米3.11人。